# 秋田おばこ農業協同組合
秋田おばこ農業協同組合（あきたおばこのうぎょうきょうどうくみあい）は、秋田県大仙市に本店を置く農業協同組合。愛称はJA秋田おばこ。大仙市全域、仙北市全域、仙北郡美郷町（一部を除く）を営業エリアとする。

## 概要
大仙仙北地区（以前は、大曲仙北地区と呼称）における20JAの合併によって1998年4月10日に発足する。合併によって発足したJA秋田おばこは、コメの取扱量が年間8万トンとなり、コメ流通規模が日本一のJAとなった。
2015年8月、コメ生産偏重からの脱却を掲げる秋田県の方針に沿って、県や大仙市からの負担も得て、事業費4億2600万円を投じ、大仙市清水にトマト栽培にあたる104棟のメガ団地を整備。2017年度までに販売量436トン、販売額を1億1600万円とするとの目標を掲げた。
2016年8月19日、ファミリーマートとフランチャイズ契約を締結し、一体型店舗「ファミリーマートおばこ大曲店」を大仙市花館に開設（2019年2月末に閉店）したほか、翌年6月、ファミリーマートおばこ大曲店と同区画内に地元の農産物の販売や、地元産の野菜を使った料理を提供するレストランなどを備えたファーマーズマーケット「しゅしゅえっと まるしぇ」を開業。コメ生産偏重からの脱却を図る施策を講じている。
本店は、大仙市佐野町（総合本部と呼称される）に所在するが、本部機構が中仙地域に別れて所在するため、佐野町本店（総合本部）と中仙本店の2本店制となっている。信用事業の口座勘定は、「本店」名でのみ所在し、中仙本店側に勘定が設置（変更時期は不明だが、かつては佐野町本店側となっていた。2020年時点で、佐野町本店のATMは大曲支店管轄、中仙本店のATMは中仙本店と同じ建物にある中仙支店の管轄にそれぞれなっている）されている。なお、総合本部となる佐野町本店には信用事業の窓口となる支店の併設はない（前述のATMのみ）。
当組合の正組合員数は19,463戸。次いで秋田ふるさと農業協同組合（横手市：11,413戸）、秋田しんせい農業協同組合（由利本荘市：11,054戸）で、県内では正組合員数が1万戸を超えるのはこの3農業協同組合となっている。

## 沿革
- 1998年（平成10年）4月10日 - 大曲仙北地区の1市10町3村の20の農業協同組合が合併し秋田おばこ農業協同組合が設立される。
- 2003年（平成15年）3月3日 - 当組合の燃料部門（給油所・LPガス部門）を分社化し株式会社おばこライフサービスを設立。
- 2004年（平成16年）4月1日 - 子会社である株式会社おばこライフサービスへ秋田おばこ農業協同組合より自動車部門が移管される。
- 2007年（平成19年）
  - 4月1日 - （主として金融事業関連）店舗名が支所・出張所から支店に変更となる。
  - 4月1日 - 運輸子会社である株式会社大曲通運が株式会社秋田おばこ運輸に改称。大型トラック数台を改装、新社名ロゴとおばこ娘ステッカーを貼り、さらに「JA秋田おばこGROUP」と表示。
- 2008年（平成20年）4月 - 仙北畜産農業協同組合を合併。
- 2016年（平成28年）
  - 8月19日 - ファミリーマートとフランチャイズ契約を締結し、一体型店舗「ファミリーマートおばこ大曲店」を大仙市内に開設。
  - 8月29日 - 桧木内支店と金沢西根支店を廃店。それぞれ西木支店と仙南支店が継承。
- 2018年（平成30年） 
  - 1月31日 - コメの直接販売を巡っての不適正な会計処理の発覚によって、2016年産までの累積赤字が17年末時点で総額約56億円に上ると発表[7]。
  - 3月 - 全国農業協同組合中央会から「要改善JA」の指定を受ける。累積赤字や未収金の処理により自己資本比率の低下を受けた措置[8]。
  - 5月2日 - 前組合長（故人）が赤字隠しを指示したとする第三者委員会の調査内容と農協の経営改善方針の骨子を秋田県に報告。また直接販売を始めた04年産から16年産までの累積赤字（3月末時点）が総額約62億8千万円にのぼり、コメ卸に対する約12億5千万円の未収金も発生したことが判明。これによって、累積赤字の補填として組合員の農家に負担を求める他、役職員の給与削減を6月の総代会で決める方針を公表[9][10][11]。
  - 6月29日 - 通常総代会で歴代役員に計約2億5000万円の損害賠償を求めることなどを盛り込んだ経営改善計画を承認。総会後、原喜孝組合長が報道各社の取材に応じ、現経営陣が2018年度末で全員辞職すると公表[12][13]。
- 2019年（平成31年）
  - 3月27日 - 臨時総代会と理事会を開き、原喜孝組合長が辞任し、後任に小原正彦理事が就任する人事を決定[14][15]。なお、町議と組合長の兼任が農業協同組合法に抵触するため、小原は組合長就任前に美郷町議会議員を辞職した。
  - 6月27日 - 総代会を開催し、2018年度の黒字に転じた決算を承認。また、大仙市の介護施設「ショートステイやすらぎ」など介護福祉事業の譲渡と27ある金融共済店舗を13店舗にする計画を承認[16][17]。
  - 9月10日 - 理事会で「ショートステイやすらぎ」などの介護福祉事業について、条件面をめぐり交渉がまとまらなかったとして、譲渡を断念。介護事業を続けながら新たな譲渡先を探す方針を了承する。
- 2020年（令和2年） 
  - 4月6日 - 一部支店を中核支店に統合。病院支店を信用事業に特化（信用事業のうちの融資業務と共済事業などは、大曲支店が継承）。

## 子会社等
- 株式会社ジェイエイ仙北葬祭センター
- 株式会社おばこライフサービス
- あきた総合家畜市場株式会社

## イメージキャラクター

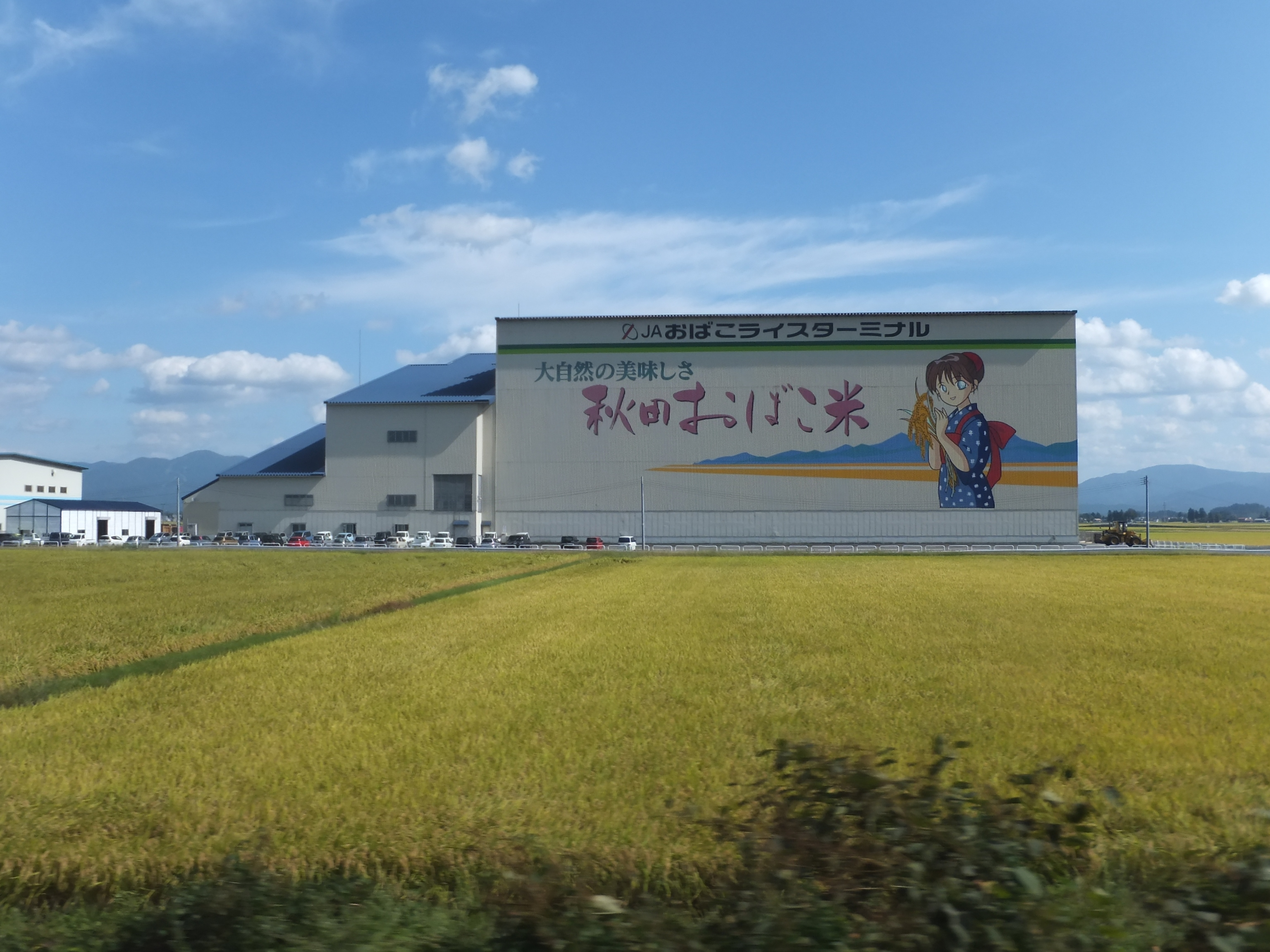
田沢湖線から見えるおばこライスターミナル（2013年9月19日）

当組合公式のイメージキャラクターが、アニメ調のキャラクターである「おばこ娘」である。原案者は現職女性JA職員で、秋田テレビのJAグループ秋田提供の番組である「JAみどりの広場われら夢中人」に、かつてこの原案者が出演した。
「おばこ」とは東北地方の方言で少女や娘という意味であり、おばこ娘を字面のまま解釈した場合、「娘娘」と解されかねないが、名づけの意とする所は、当組合の娘という意味を込め「おばこ」+「娘」としたとされる。また、秋田や山形には「おばこ節」という民謡がある。
大仙市四ツ屋には巨大なキャラクターイラストが描かれた「おばこライスターミナル」という米の集荷施設がある。公式ホームページよると2007年現在「日本一の米集荷施設」とのことである。この施設は、JR東日本の羽後四ツ屋駅付近では、秋田新幹線「こまち」の車窓からよく見える位置にあるほか、国道105号を旧角館町方面から旧大曲市方面に進行した場合も、自動車の車窓からよく見える。
イラストつきの建物や看板などは秋田おばこ農協本店・角館駅前支店・田沢湖営農センター・畑屋資材センター、神岡農機センター、関連会社のおばこライフサービスの内小友サービスステーション・神岡サービスステーション・横堀給油所、西明寺給油所、秋田おばこ運輸の大型トラックなどにイラストが描かれている。また、「おばこロマンロング」や「おばこロマン米の精」等のおばこロマンシリーズのJA秋田おばこ地区専用の肥料のパッケージにも描かれている。
このイラストは主として農家（組合員）向けの商品に描かれることが多いとされ、当地区の農家の庭先や作業場には必ずといって良いほど「おばこ娘」イラスト付きの肥料袋が見られる。一般消費者向けには、発芽玄米、ほうれん草、しいたけ、一部の生協向けの精米のパッケージなどにも使用されている。

### 注
1. ↑  旧大曲市を中心とした旧仙北郡の市町村を指す、現在の大仙市・仙北市・仙北郡美郷町に相当。